# Norijuki Abe
Norijuki Abe (japonsky 阿部 記之 , Abe Norijuki; * 19. července 1961 Kjóto) je japonský režisér anime, scenárista a zvukový režisér. Je známý díky spolupráci se Studiem Pierrot, ve kterém režíroval několik známých animovaných děl, jako je například Rekka no honó, Bleach a Jú jú hakušo. Norijuki Abe dopomohl Jú jú hakušo vyhrát v roce 1993 a 1994 cenu Anime Grand Prix časopisu Animage.

## Filmografie
- Norakuro (seriál, 1987) – režisér epizody
- Musashi, the Samurai Lord (seriál, 1990) – storyboard, režisér epizody
- Ore wa čokkaku (seriál, 1991) – režisér epizody
- Jú jú hakušo (seriál, 1992) – režisér, storyboard, režisér epizody, režisér animace
  - Jú jú hakušo (film, 1993) – režisér
  - Jú jú hakušo: Meikai šitó hen – Honó no kizuna (film, 1994) – dohled
- Ninkú (seriál, 1995) – režisér, storyboard
  - Gekidžóban Ninkú (film, 1995) – režisér, storyboard
- Midori no Makibaó (seriál, 1996) – režisér, režisér epizody
- Rekka no honó (seriál, 1997) – režisér, storyboard, režisér epizody
- Saber Marionette J to X (seriál, 1998) – storyboard (díl 16)
- Čiisana kjodžin Microman (seriál, 1999) – režisér řady
- Great Teacher Onizuka (seriál, 1999) – režisér, storyboard, zvukový režisér
- Seikai no senki (seriál, 2000) – storyboard
- Strašidelné historky (seriál, 2000) – režisér, zvukový režisér
- Super Gals! Kotobuki Ran (seriál, 2001) – storyboard (díly 5 a 8)
- Seikai no senki II (seriál, 2001) – storyboard
- Tokyo Mew Mew (seriál, 2002) – režisér, zvukový režisér
- Tantei gakuen Q (seriál, 2003) – režisér, storyboard, režisér epizody
- Bleach (seriál, 2004) – režisér, storyboard, režisér epizody, technický režisér
  - Bleach: Memories in the Rain (OVA, 2004) – režisér
  - Bleach: The Sealed Sword Frenzy (OVA, 2005) – režisér
  - Gekidžóban Bleach: Memories of Nobody (film, 2006) – režisér, storyboard[1]
  - Gekidžóban Bleach: The Diamond Dust Rebellion – Mó hitocu no hjórinmaru (film, 2007) – režisér, storyboard
  - Gekidžóban Bleach: Fade to Black – Kimi no na o jobu (film, 2008) – režisér[2][3]
  - Gekidžóban Bleach: Jigoku-hen (film, 2010) – režisér
- Kurošicudži: Book of Circus (seriál, 2014) – režisér
  - Kurošicudži: Book of Murder (OVA, 2014) – režisér
  - Kurošicudži: Book of the Atlantic (film, 2017) – režisér
- Arslan senki (seriál, 2015) – režisér
  - Arslan senki: Dust Storm Dance (seriál, 2016) – režisér
- Divine Gate (seriál, 2016) – režisér
- Boruto: Naruto Next Generations (seriál, 2017) – šéfrežisér (díly 1–104)
- Gekidžóban Nanacu no taizai: Tenkú no torawarebito (film, 2018) – šéfrežisér
- Kočóki: Wakaki Nobunaga (seriál, 2019) – režisér[4]
- Arad Senki: The Wheel of Reversal (ONA, 2020) – režisér[5]